# Estadio José María Minella
Het Estadio José María Minella is een voetbalstadion in de Argentijnse stad Mar del Plata. Oorspronkelijk was de naam Estadio Mar del Plata. Het stadion werd gebouwd in de aanloop naar het WK voetbal 1978. Bij de WK had het een capaciteit van ruim 42.700 toeschouwers. Er werden zes wedstrijden uit de eerste ronde gespeeld. Het stadion is genoemd naar de legendarische voetballer en trainer José María Minella. 

## WK interlands
| №  | Datum        | Wedstrijd             | Uitslag | Competitie                | Toeschouwers |
| -- | ------------ | --------------------- | ------- | ------------------------- | ------------ |
| 1  | 2 juni 1978  | Italië – Frankrijk    | 2 – 1   | WK 1978 1e Groepsfase (A) | 42.5373      |
| 2  | 3 juni 1978  | Brazilië – Zweden     | 1 – 1   | WK 1978 1e Groepsfase (C) | 32.424       |
| 3  | 6 juni 1978  | Italië – Hongarije    | 3 – 1   | WK 1978 1e Groepsfase (A) | 26.533       |
| 4  | 7 juni 1978  | Brazilië – Spanje     | 0 – 0   | WK 1978 2e Groepsfase (C) | 34.771       |
| 5. | 10 juni 1978 | Frankrijk – Hongarije | 3 – 1   | WK 1978 1e Groepsfase (A) | 23.127       |
| 6. | 11 juni 1978 | Brazilië – Oostenrijk | 1 – 0   | WK 1978 2e Groepsfase (C) | 35.221       |

Estadio Monumental (Buenos Aires) · Estadio José Amalfitani (Buenos Aires) · Estadio Córdoba (Córdoba) · Estadio Mar del Plata (Mar del Plata) · Estadio Gigante de Arroyito (Rosario) · Estadio Mendoza (Mendoza)